# Императорская Главная квартира
Императорская Главная квартира — учреждение в составе Военного ведомства Российской империи, состоявшее при особе императора для исполнения его личных приказаний или специальных поручений.

## История
Образована в начале 1813 года на время войны в связи с пребыванием Александра I в действующей армии. На неё были возложены функции упраздненной в 1812 году Военно-походной канцелярии Е. И. В. по сопровождению императора во время поездок, заведованию императорской свитой и обозами, представлению докладов по делам военно-сухопутного ведомства в отсутствие военного министра. 12 декабря 1815 году преобразована в постоянное учреждение.
21 марта 1917 года Императорская главная квартира была упразднена. 7 мая 1917 года Военно-походная канцелярия обращена на формирование Кабинета военного министра, а 6 июня 1917 года окончательно расформирована.

### Униформа
Форма одежды и знаки различия чинов Императорской Главной квартиры
|                                      |                                                   |                                                   |                                                            |                                                                            |                                 |
| Генерал-адъютант (генерал-лейтенант) | Свиты Его Императорского Величества генерал-майор | Свиты Его Императорского Величества контр-адмирал | Лейб-медик (Действительный статский советник) обр. 1867 г. | Лейб-медик (Действительный статский советник, профессор ИВМА) обр. 1908 г. | Флигель-адъютант (подполковник) |

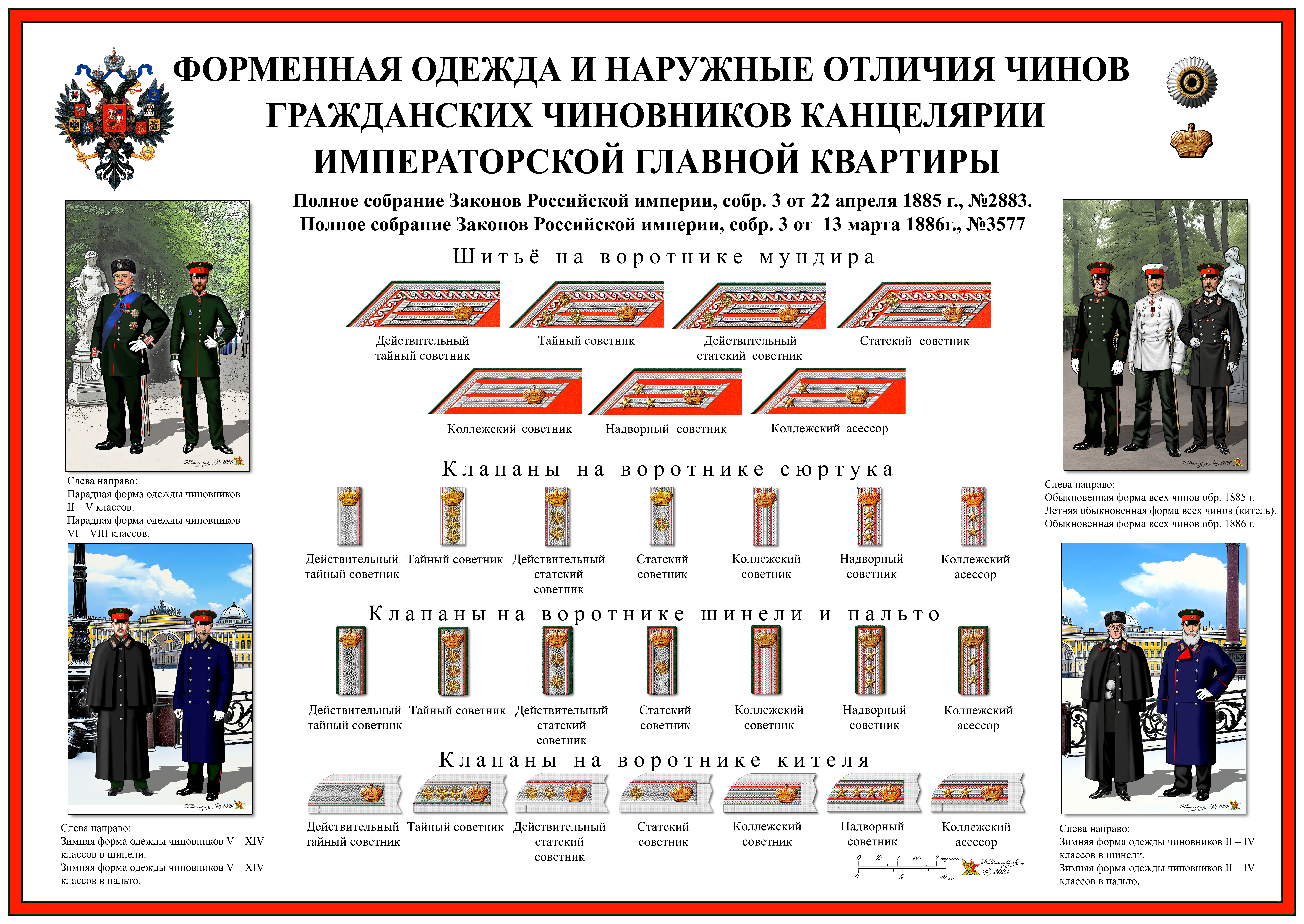
Форма одежды и знаки различия к ней гражданских чиновников (1885—1897 гг.) Канцелярии Императорской Главной квартиры

## Штат

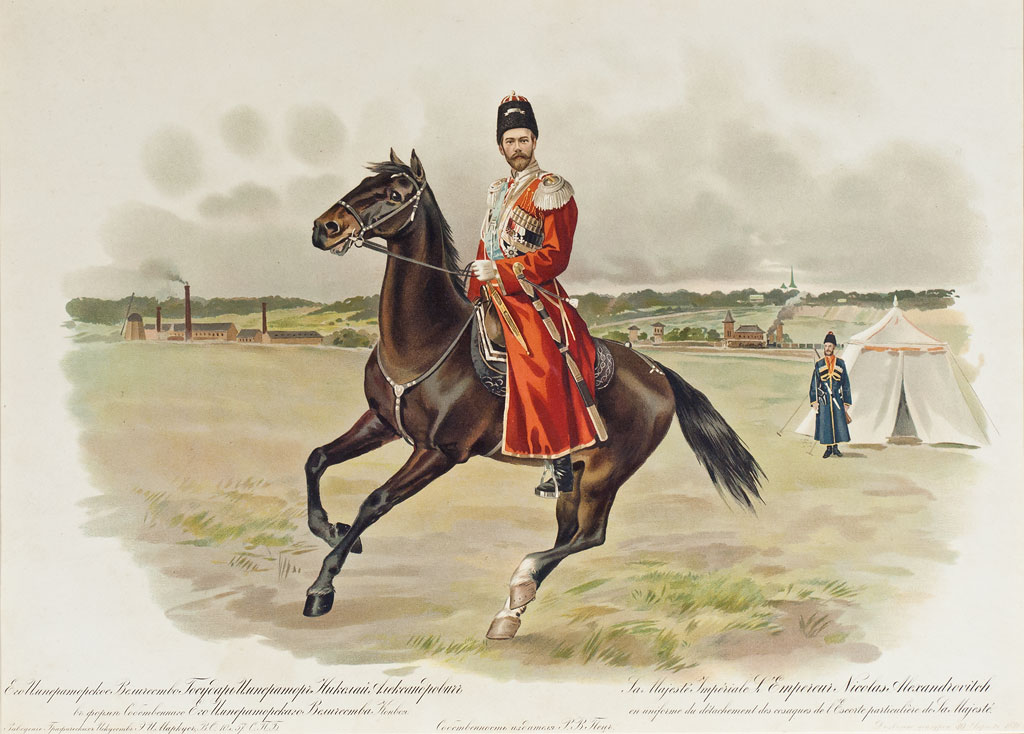
Император Николай II в форме одежды Собственного Его Величества Конвоя.

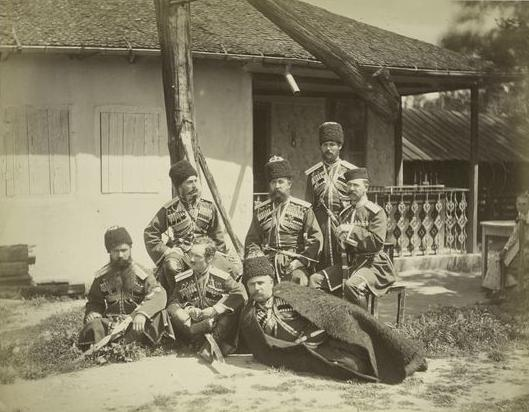
Казаки Собственного Е. В. конвоя.

Согласно Положению от 21 февраля 1883 года штат Императорской главной квартиры составляли: командующий Императорской главной квартирой, помощник командующего, все генерал-адъютанты, генерал-майоры свиты Его Величества, флигель-адъютанты, генералы, при особе Его Величества состоящие, комендант главной квартиры, штаб-офицер для поручений в звании флигель-адъютанта, лейб-медик Его Величества и главный священник.
Согласно Высочайше утверждённому Положению от 8 января 1908 года (приказ по Военному министерству № 9) Императорскую главную квартиру составляли:
- 1) командующий Императорской главной квартирой (из генерал-адъютантов в чине генерала или генерал-лейтенанта);
- 2) помощник командующего Императорской главной квартирой (из генерал-адъютантов в чине генерала-лейтенанта или генерал-майора);
- 3) генералы-адъютанты при Особе Его Величества;
- 4) генералы-адъютанты Его Величества;
- 5) свиты Его Величества генерал-майоры и контр-адмиралы;
- 6) флигель-адъютанты Его Величества;
- 7) генералы при Особе Его Величества (не свитского звания);
- 8) штаб-офицер для поручений при Императорской главной квартире (в звании флигель-адъютанта, в чине подполковника или полковника);
- 9) лейб-медик Его Величества;
- 10) адъютант командующего Императорской главной квартиры (штаб- или обер-офицер);
- 11) Военно-походная канцелярия Его Императорского Величества;
- 12) Морская походная канцелярия Его Императорского Величества (упразднена приказом 1909 г. № 4);
- 13) Собственный Его Величества конвой.

В штат Императорской главной квартиры не входили, но оную дополняли: дворцовый комендант, флаг-капитан ЕГО ВЕЛИЧЕСТВА и Собственный Его Величества сводный пехотный полк.

### Командующий Императорской главной квартирой
Должность учреждена 25 июня 1826 года, до 1856 года совмещалась с должностью шефа (почётного командира) жандармов, а в 1856—1861, 1870—1881 и 1898—1917 годах — с должностью министра Императорского двора и уделов. С 8 апреля 1856 года по 30 марта 1867 года совмещалась с должностью начальника Военно-походной канцелярии Е. И. В., после чего последняя должность была упразднена, и соответствующие обязанности были возложены на командующего Императорской главной квартирой.
Командующий Императорской главной квартирой назначался и увольнялся по непосредственному государя императора усмотрению Высочайшим приказом и Указом Правительствующему Сенату; назначался из генерал-адъютантов в чине полного генерала или генерал-лейтенанта и получал размер содержания по назначению Его Величества.
В круг обязанностей командующего Императорской главной квартирой входило:
- 1) объявлять высочайшие повеления всем лицам, составлявшим Императорскую главную квартиру;
- 2) представлять Его Величеству во время высочайших путешествий всех прибывающих в Императорскую главную квартиру чинов и лиц;
- 3) отдавать распоряжения, непосредственно касающиеся высочайшего путешествия;
- 4) объявлять во время этих путешествий, по особым указания государя, высочайшие повеления министрам, главноуправляющим и всем прочим местам и лицам;
- 5) заведовать во время высочайших путешествий караулами и назначением постов в зданиях, в которых имел пребывание государь;
- 6) в военное время, когда государь находился при войсках, выдавать, за своей подписью, подорожные и охранные виды всем лицам, отправляющимся из Императорской главной квартиры, а в тех случаях, когда государь лично начальствовал армиями, — если не последовало иного высочайшего повеления — на командующего Императорской главной квартирой переходили обязанности и права дежурного генерала при главнокомандующем армиями, собственно относительно принятия мер по охранению безопасности и порядка в районе расположения главных квартир главнокомандующего и по направлению деятельности коменданта главной квартиры;
- 7) когда военный министр не находился при государе во время высочайших путешествий, командующий Императорской главной квартирой принимал высочайшие повеления по военному ведомству и доносил о них военному министру, а высочайшие приказы подписывал сам с добавлением слов: «За отсутствием военного министра».

В ведении командующего Императорской главной квартирой состояли все лица, принадлежащие к составу Императорской главной квартиры.
Командующий Императорской главной квартирой имел в своём распоряжении секретные шифры всех министерств для секретных сношений с министрами, главноуправляющими и генерал-губернаторами.
Командующий Императорской главной квартирой входил со всеподданнейшими докладами и представлениями, независимо от военного и морского министров, по делам государевой свиты и лиц свиты, не занимающих штатных должностей, военно-походной канцелярии Его Императорского Величества и Собственного Его Величества конвоя.
При назначении лиц государевой свиты на строевые или административные должности и перемещениях их, военный и морской министры, предварительно всеподданнейшего доклада, сносились с командующим Императорской главной квартирой.
Представление государю императору испрашивалось лицами военного и морского ведомств через командующего Императорской главной квартирой, который при испрошении представления руководствовался утверждёнными для сего по военному и морскому ведомствам правилам, и представлял на усмотрение Его Императорского Величества списки представляющихся.
Командующий Императорской главной квартирой представлял государю императору о назначении состоять при прибывающих в пределы Империи иностранных Высочайших особах и главах государств, военных и морских депутациях, а также о награждении в этих случаях иностранных чинов русскими орденами и русских чинов — иностранными орденами.
К обязанностям командующего Императорской главной квартирой относились все высшие распоряжения по строевой и хозяйственным частям Собственного Его Величества конвоя.
Командующий Императорской главной квартирой относительно личного состава военно-походной канцелярии Его Императорского Величества пользовался правами начальника главного управления военного министерства.
Командующий Императорской главной квартирой по Собственному Его Величества конвою пользовался правами командующего войсками военного округа.

#### Персоналии
- 25.07.1826 — 11.09.1844 — генерал-адъютант, генерал-лейтенант (с 21.04.1829 — генерал от кавалерии) граф (с 15.11.1832) Бенкендорф, Александр Христофорович
- 17.09.1844 — 05.04.1856[1] — генерал-адъютант, генерал от кавалерии граф Орлов, Алексей Фёдорович
- 08.04.1856[2] — 23.04.1861 — генерал-адъютант, генерал от инфантерии граф Адлерберг, Владимир Фёдорович
- 23.04.1861 — 17.08.1881 — генерал-адъютант, генерал-лейтенант (с 30.08.1869 — генерал от инфантерии), граф Адлерберг, Александр Владимирович
- 02.09.1881 — 13.06.1898 — генерал-адъютант, генерал-лейтенант (с 30.08.1886 — генерал от инфантерии) Рихтер, Оттон Борисович
- 14.06.1898 — 03.1917 — генерал-адъютант, генерал-лейтенант (с 01.01.1901 — генерал от кавалерии) барон (с 21.02.1913 — граф) Фредерикс, Владимир Борисович

### Помощник командующего Императорской главной квартирой
Назначался из числа генерал-адъютантов или свиты Его Величества генерал-майоров по представлению командующего Императорской главной квартирой, Высочайшим приказом по военному ведомству и указом Правительствующему Сенату.
Помощник командующего Императорской главной квартирой подчинялся непосредственно командующему.
В случае болезни или отсутствия командующего Императорской главной квартирой, помощник его исполнял его обязанности, если не последовало особого Высочайшего повеления.
Помощник командующего Императорской главной квартирой пользовался по Собственному Его Величества конвою правами начальника дивизии.

#### Персоналии
- 01.05.1883 — 02.04.1895 — генерал-адъютант, генерал-лейтенант (с 30.08.1883 — генерал от кавалерии) Воейков, Николай Васильевич
- 09.04.1895 — 09.10.1905 — свиты Его Величества генерал-майор (с 1899 — генерал-адъютант, с 06.12.1899 — генерал-лейтенант) граф Олсуфьев, Александр Васильевич
- 14.10.1905 — 25.01.1909 — генерал-адъютант, генерал-лейтенант (с 06.12.1906 — генерал от инфантерии) князь Долгоруков, Николай Сергеевич
- 1909 — 1914 — должность не замещалась
- 01.01.1914 — 18.10.1914 — свиты Его Величества генерал-майор князь Трубецкой, Георгий Иванович
- 18.12.1915 — 22.03.1917 — генерал-адъютант, генерал от кавалерии Максимович, Константин Клавдиевич

## Состав

### Канцелярия по принятию прошений, на Высочайшее имя приносимых
Читать основную статью

### Собственный Его Императорского Величества конвой
Читать основную статью